# Rue Jean-Goujon
Rue Jean-Goujon är en gata i Quartier des Champs-Élysées i Paris åttonde arrondissement. Gatan är uppkallad efter den franske skulptören Jean Goujon. Rue Jean-Goujon börjar vid Avenue Franklin D. Roosevelt 21 och slutar vid Place de la Reine-Astrid.

## Bilder
| - Gatuskylt. - Staty föreställande Jean Goujon. - Gatan vid Seines översvämning år 1910. - Kyrkobyggnaden Notre-Dame-de-Consolation. |

## Omgivningar
- Notre-Dame-de-Consolation
- Place de la Reine-Astrid
- Rue Bayard
- Jardin d'Erevan
- Cathédrale arménienne Saint-Jean-Baptiste

## Kommunikationer
- Tunnelbana – linje  – Alma – Marceau
- Busshållplats Alma – Marceau – Paris bussnät

### Webbkällor
- ”Rue Jean-Goujon”. Mairie de Paris. https://web.archive.org/web/20160303171644/http://www.v2asp.paris.fr/commun/v2asp/v2/nomenclature_voies/Voieactu/4804.nom.htm. Läst 8 april 2023.
- ”Rue Jean-Goujon (8ème arrondissement)”. Les rues de Paris. https://web.archive.org/web/20200111214707/http://www.parisrues.com/rues08/paris-08-rue-jean-goujon.html. Läst 8 april 2023.